# Mueang Kalasin (huyện)
Mueang Kalasin (tiếng Thái: เมืองกาฬสินธุ์) là huyện thủ phủ (Amphoe Mueang) của tỉnh Kalasin, đông bắc Thái Lan.

## Địa lý
Các huyện giáp ranh (từ phía bắc theo chiều kim đồng hồ) là Sahatsakhan, Somdet, Na Mon, Don Chan, Kamalasai, Khong Chai, Yang Talat và Nong Kung Si của tỉnh Kalasin.

## Lịch sử
Năm 1913, huyện này được đổi tên từ Uthai Kalasin thành Mueang Kalasin.

## Hành chính
Huyện này được chia thành 17 phó huyện (tambon), các đơn vị này lại được chia thành 180 làng (muban). Thị xã (thesaban mueang) nằm trên lãnh thổ toàn bộ  ‘‘tambon’’  Kalasin. There are ba townships (thesaban tambon) - Nong So nằm trên lãnh thổ toàn bộ  ‘‘tambon’’  Lam Pao và một số khu vực của Lamkhlong; Na Chan nằm trên lãnh thổ toàn bộ  ‘‘tambon’’  Na Chan và một số khu vực của Phai and Phu Po; còn Huai Pho nằm trên lãnh thổ toàn bộ  ‘‘tambon’’  Huai Pho. Ngoài ra có 16 tổ chức hành chính tambon (TAO).
| Số TT | Tên           | Tên tiếng Thái | Số làng | Dân số |  |
| ----- | ------------- | -------------- | ------- | ------ |  |
| 1.    | Kalasin       | กาฬสินธุ์         | -       | 37.929 |  |
| 2.    | Nuea          | เหนือ           | 12      | 7.584  |  |
| 3.    | Lup           | หลุบ            | 15      | 10.831 |  |
| 4.    | Phai          | ไผ่             | 9       | 5.122  |  |
| 5.    | Lam Pao       | ลำปาว          | 11      | 5.797  |  |
| 6.    | Lam Phan      | ลำพาน          | 16      | 8.973  |  |
| 7.    | Chiang Khruea | เชียงเครือ       | 10      | 7.123  |  |
| 8.    | Bueng Wichai  | บึงวิชัย          | 9       | 6.052  |  |
| 9.    | Huai Pho      | ห้วยโพธิ์         | 17      | 11.222 |  |
| 11.   | Phu Po        | ภูปอ            | 9       | 6.457  |  |
| 13.   | Phu Din       | ภูดิน            | 14      | 5.554  |  |
| 15.   | Nong Kung     | หนองกุง         | 8       | 4.827  |  |
| 16.   | Klang Muen    | กลางหมื่น        | 12      | 4.697  |  |
| 17.   | Khamin        | ขมิ้น            | 11      | 6.405  |  |
| 19.   | Phon Thong    | โพนทอง         | 8       | 5.658  |  |
| 20.   | Na Chan       | นาจารย์         | 9       | 6.010  |  |
| 21.   | Lam Khlong    | ลำคลอง         | 10      | 5.338  |  |